# Gladys Vanderbilt Széchenyi
Gladys Moore Vanderbilt, comtesse Széchenyi (27 août 1886 - 29 janvier 1965), est une héritière américaine de la famille Vanderbilt et épouse du comte hongrois László Széchenyi.

## Biographie

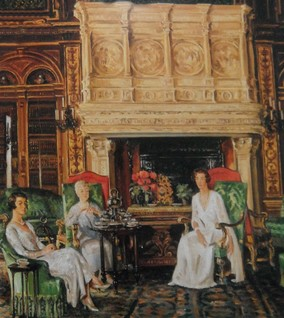
Mme. Cornelius Vanderbilt II et ses filles, Gladys et Gertrude, prenant le thé dans la bibliothèque de The Breakers à Newport, Rhode Island, par William Bruce Ellis Ranken, 1932

Elle est née sous le nom de Gladys Moore Vanderbilt en 1886, septième et plus jeune enfant d'Alice Claypoole Vanderbilt et de son mari Cornelius Vanderbilt II, président du New York Central Railroad.
Elle grandit dans le manoir de la famille Vanderbilt sur la Cinquième Avenue à New York et dans leur "cottage" d'été, The Breakers à Newport, Rhode Island . Elle fréquente la Miss Chapin's School à New York .
Sa cousine germaine Consuelo Vanderbilt, duchesse de Marlborough, épouse Charles Spencer-Churchill (9e duc de Marlborough) .
Elle hérité d'environ 25 millions de dollars de la succession de son père et de 5 millions de dollars supplémentaires de la succession de sa mère . Elle hérite également de The Breakers. En 1948, elle loue The Breakers à la Preservation Society of Newport County pour 1 $ par an. Elle conserve un appartement dans The Breakers par accord jusqu'à sa mort.
En 1913, des rumeurs circulent selon lesquelles elle allait quitter son mari en raison de ses problèmes financiers, notamment des dettes de jeu .
En 1914, pendant la Première Guerre mondiale, elle met son palais de Budapest à la disposition de l'armée. Peu de temps après, 600 réservistes y sont cantonnés, et elle a en outre l'intention d'utiliser le palais comme hôpital ,.

## Mariage et enfants

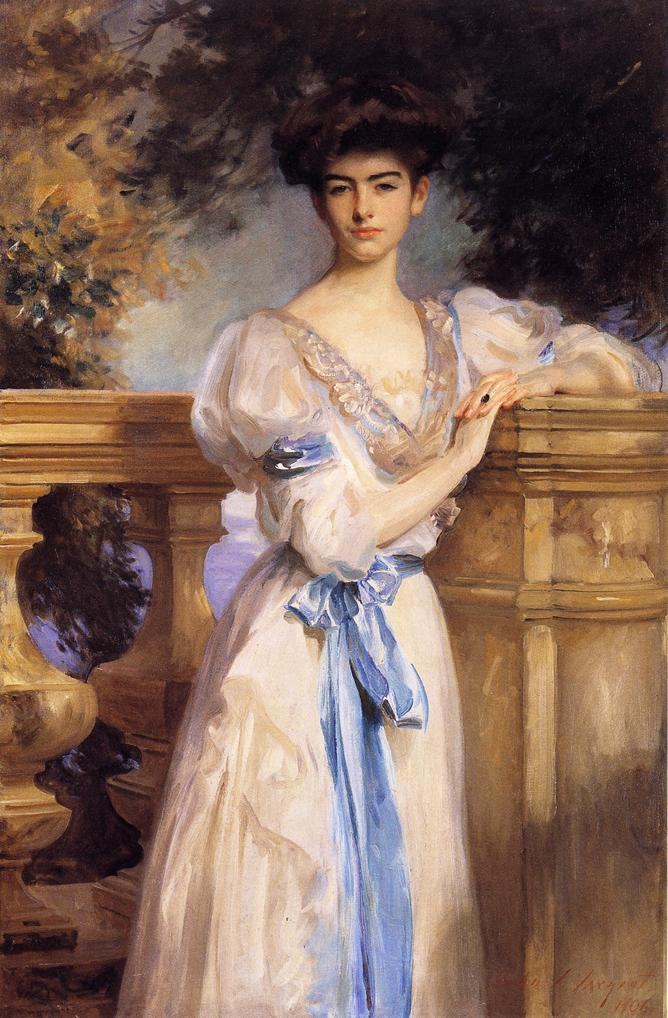
Gladys Vanderbilt par John Singer Sargent, 1906

Le 27 janvier 1908, elle épouse le comte hongrois László Széchenyi (1879-1938) à New York ,. Le couple visite la Hongrie  presque chaque été avec leurs cinq filles :
- Comtesse Cornelia "Gilia" Széchényi (1908-1958)[3], qui épouse Eugene Bowie Roberts (1898-1983), un héritier de la famille Roberts de Bowie, Maryland (une famille coloniale du Maryland)
- Comtesse Alice "Ai" Széchényi (1911-1974)[12], qui épouse le comte hongrois Béla Hadik (1905-1971)
- Comtesse Gladys Széchényi (1913-1978) [13] qui épouse le pair anglais Christopher Finch-Hatton (15e comte de Winchilsea) (1911-1950)
- Comtesse Sylvia Anita Gabriel Denise Irene Marie "Sylvie" Széchényi (1918-1998), qui épouse le comte hongrois Antal Szapáry von Muraszombath Széchysziget und Szapar (1905-1972)
- Comtesse Ferdinandine "Bubby" Széchényi (b. 1923), qui épouse le comte autrichien Alexander zu Eltz (1911-1977)

La comtesse Széchenyi est décédée en 1965. En 1972, la Preservation Society achète The Breakers pour 365 000 $ à ses héritiers . Sa fille, la comtesse Sylvia Szapáry, conserve une résidence à The Breakers  au troisième étage jusqu'à sa mort le 1er mars 1998.